# Río Grande (Río Grande)
Río Grande es un barrio-pueblo ubicado en el municipio de Río Grande en el estado libre asociado de Puerto Rico. En el Censo de 2010 tenía una población de 1772 habitantes y una densidad poblacional de 3.490,68 personas por km².

## Geografía
Río Grande se encuentra ubicado en las coordenadas 18°22′48″N 65°49′51″O / 18.38000, -65.83083. Según la Oficina del Censo de los Estados Unidos, Río Grande tiene una superficie total de 0.51 km², que corresponden a tierra firme.

## Demografía
Según el censo de 2010, había 1772 personas residiendo en Río Grande. La densidad de población era de 3.490,68 hab./km². De los 1772 habitantes, Río Grande estaba compuesto por el 60.84% blancos, el 28.1% eran afroamericanos, el 1.81% eran amerindios, el 6.77% eran de otras razas y el 2.48% pertenecían a dos o más razas. Del total de la población el 99.27% eran hispanos o latinos de cualquier raza.